# Jaume Perona
Jaume Perona, o Jacques Pérone, (Pesillà de la Ribera, 1747 - 1811) va ser un sacerdot nord-català, conegut per l'episodi de les Santes Hòsties de Pesillà.

## Biografia
Va ser ordenat el 1775 i tota la seva carrera transcorregué a la parròquia de Sant Feliu del seu poble natal. L'any 1792, la Revolució francesa feu que s'hagués d'exiliar a Tordera, de primer, i a Albacete, després. Tornà a Pesillà amb les tropes espanyoles de la Guerra Gran, per haver d'enfugir-se'n novament en retirar-se aquestes.
És famós per haver estat el consagrador de les "Santes Hòsties" que van ser amagades el 1793 per protegir-les de la profanació per part dels revolucionaris, i que no reaparegueren fins al 1800, quan hom en descobrí l'amagatall.